# Oxford Union
A Oxford Union Society, também referida como Oxford Union, é uma sociedade de debate na cidade de Oxford, Reino Unido, cujos membros são provenientes principalmente da Universidade de Oxford. Fundado em 1823, é uma das associações estudantis mais antigas da Grã-Bretanha e uma das sociedades estudantis privadas mais prestigiadas do mundo. A Oxford Union é uma organização da universidade e é distinta da Oxford University Student Union.
A Oxford Union tem uma tradição de hospedar alguns dos indivíduos mais proeminentes do mundo na política, academia e cultura popular, desde Albert Einstein e Michael Jackson a Sir Winston Churchill, Ronald Reagan, Rainha Isabel II e Mahathir bin Mohamad. Muitos ex-presidentes da União ocuparam altos cargos no Reino Unido e na Commonwealth, incluindo William Gladstone, Edward Heath, Boris Johnson e Benazir Bhutto.
A Oxford Union é uma organização irmã da Conferência Olivaint da Bélgica.

## História e status

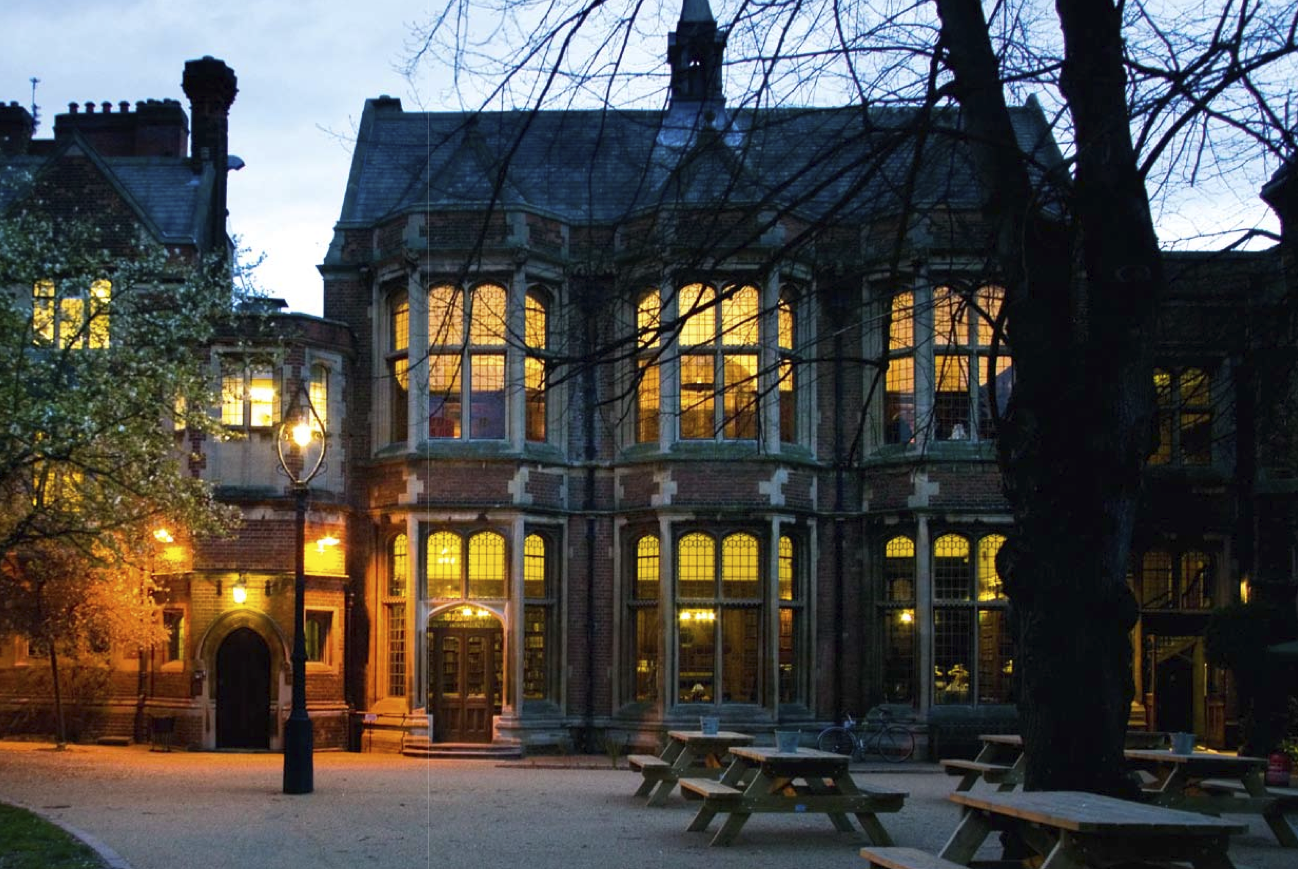
Principal edifício da Oxford Union.

### Origens
A Oxford Union foi fundada como um fórum independente para debate irrestrito por membros juniores da Universidade de Oxford em 1823. Na época, a Universidade proibia os membros juniores de discutir certos assuntos, como assuntos de teologia. Embora as restrições de expressão dentro da Universidade tenham sido levantadas desde então, a Oxford Union permaneceu separada e independente da universidade e está constitucionalmente obrigada a permanecer assim.
A primeira reunião da Sociedade foi realizada ilegalmente numa sala em Peckwater Quad na Christ Church. O primeiro debate registado foi sobre Parlamentarismo versus Realismo durante a Guerra Civil Inglesa. No final da década de 1820, a Oxford Union estava estabelecida o suficiente para ter eleições regulares, uma coleção crescente de livros e relações formalizadas com sua sociedade irmã, a Cambridge Union. No início da década de 1830, a Oxford Union realizou o seu primeiro debate sobre a confiança no Governo de Sua Majestade, uma tradição que continua até hoje. À medida que a Sociedade se desenvolvia, comprou um terreno em Frewin Court, no centro de Oxford, e contratou Benjamin Woodward, que então trabalhava no Museu Universitário, para projetar novos edifícios para uso da Sociedade. Estes edifícios iniciais, inaugurados em 1857, incluíam a câmara de debates original. Na década de 1870, a Sociedade havia crescido demais para a câmara e encomendou uma nova câmara a Alfred Waterhouse. Concluída em 1878 e inaugurada no ano seguinte, a nova Câmara de Debates da Oxford Union foi a maior câmara de debates construída especificamente no mundo. A câmara original tornou-se a biblioteca da Sociedade e agora abriga mais de 60 000 volumes. Um novo período de construção começou no início de 1900, quando uma extensão foi construída entre a Casa do Administrador e as instalações principais da Sociedade.

### Estatuto
A Oxford Union é uma associação sem personalidade jurídica; a sua propriedade é mantida em confiança em favor de seus objetivos e membros, e regida por suas regras (que formam um contrato multipartite entre os membros). Os seus membros são quase exclusivamente oriundos da Universidade de Oxford, com algumas provisões para membros residentes em Oxford ou que frequentam a Universidade Oxford Brookes.

### Admissão de mulheres
A sociedade só começou a admitir mulheres como membros em 1963, quando Judith Okely, a primeira mulher admitida na Oxford Union Society, iniciou uma campanha para que a Oxford Union admitisse mulheres na sua sociedade de debates. A admissão de mulheres exigiu 2/3 dos votos de seus membros anteriores e atuais. A primeira votação falhou, com 903 homens a votar pela admissão de mulheres e 435 contra. A segunda votação, a 9 de fevereiro de 1963, foi bem-sucedida, 1039 a 427. Geraldine Jones, da St Hugh's College, foi em 1967 a primeira mulher a ser eleita presidente da Oxford Union.

## Debates históricos

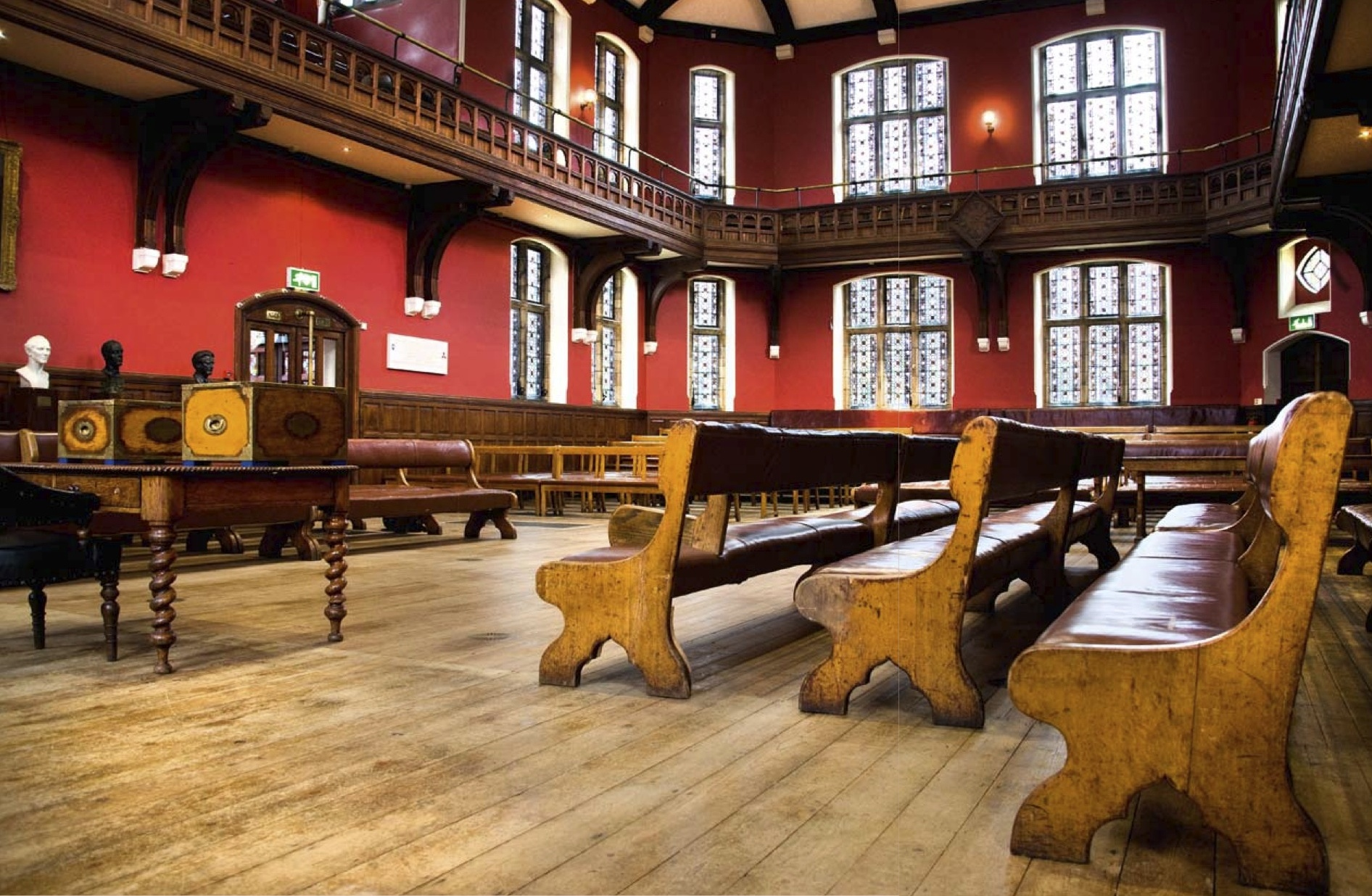
A sala de debate.

- 1933: Debate Rei e País - A Oxford Union há muito se associa à liberdade de expressão, principalmente ao debater e aprovar a moção "Esta Casa não lutaria sob nenhuma circunstância pelo seu rei e pelo seu país", a 9 de fevereiro de 1933. O debate polarizou a opinião em todo o país, com o Daily Telegraph a publicar um artigo intitulado "Deslealdade em Oxford: Gesto para com os Vermelhos".[9] Vários membros proeminentes da sociedade de debate (incluindo Randolph Churchill) tentaram eliminar esta moção e o resultado do debate do livro de atas da Oxford Union. Esta tentativa foi derrotada numa reunião mais concorrida do que o debate original.[10] Sir Edward Heath registou nas suas memórias que Churchill foi então perseguido em Oxford por estudantes de graduação que pretendiam confrontá-lo e foi então multado pela polícia por ter estacionado ilegalmente.[11]
- 1964: Debate sobre Extremismo - A 3 de dezembro de 1964, a Oxford Union convidou o ativista americano dos direitos civis Malcolm X para falar sobre a moção: "Esta Casa Acredita que o extremismo em defesa da liberdade não é um vício; a moderação na busca pela justiça não é uma virtude".[10][12]
- 1975: Adesão à Comunidade Económica Europeia - Em 1975, a Oxford Union debateu a moção "Esta Casa Diria Sim à Europa", que teve como convidados o ex-Primeiro-ministro conservador Edward Heath, o líder do Partido Liberal Jeremy Thorpe e a ex-ministra Barbara Castle.[10] Foi transmitido ao vivo pela BBC pouco antes do referendo, a 3 de junho de 1975.[13]
- 1985: Armamento Nuclear - A 1 de março de 1985, David Lange, primeiro-ministro da Nova Zelândia, debateu contra o evangelista americano, o reverendo Jerry Falwell, a moção "Esta Casa Acredita que as armas nucleares são moralmente indefensáveis".[10][14]

## Oradores notáveis

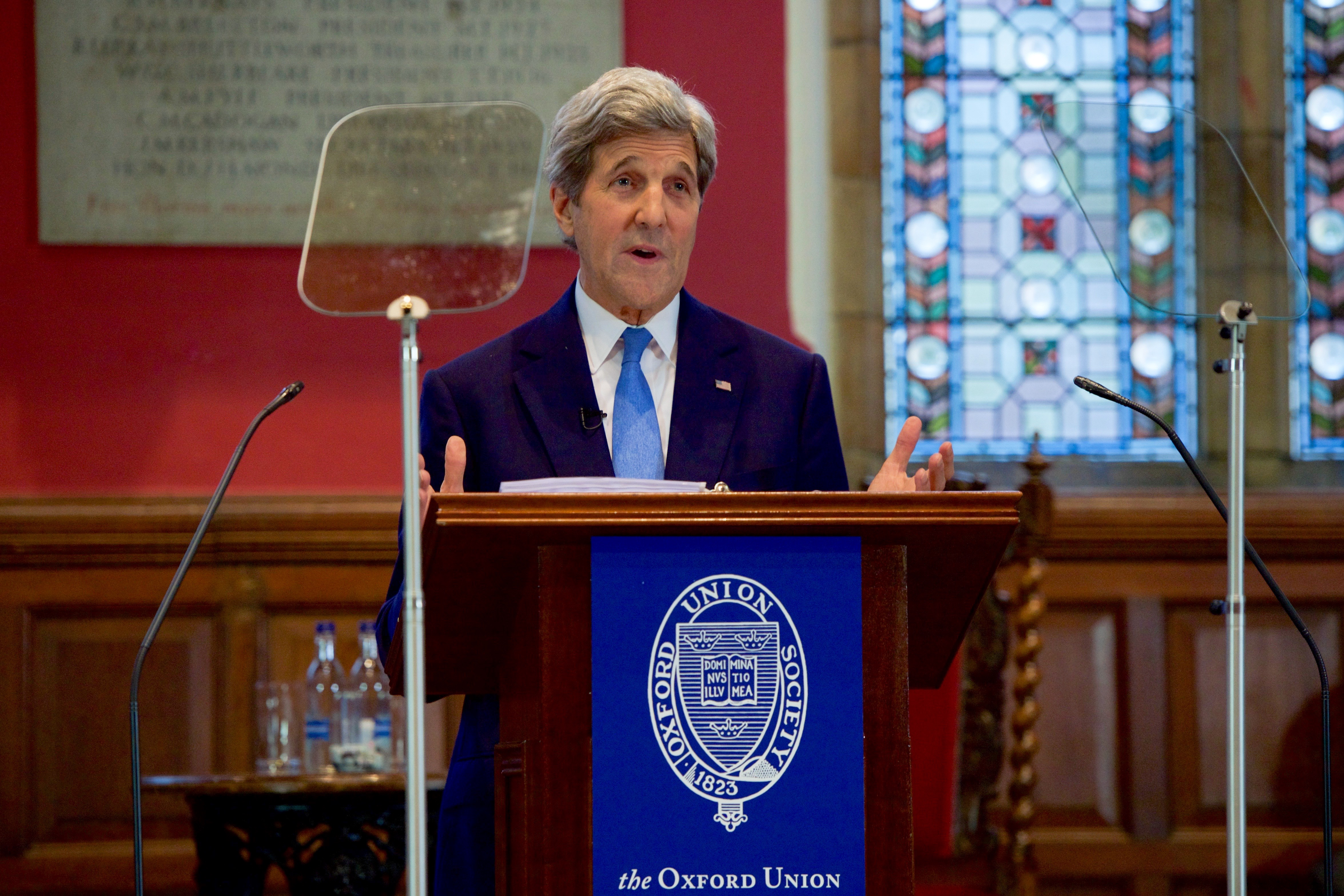
O então Secretário de Estado dos Estados Unidos John Kerry, a discursar na Oxford Union, em 2016.

A Oxford Union organiza uma grande variedade de eventos para os seus membros, mas é mais conhecido pelos seus debates nas noites de quinta-feira e eventos de palestrantes individuais. Em ambos, personalidades importantes da vida pública são convidadas a discutir assuntos de interesse dos associados. Entre os primeiros discursos individuais feitos à Oxford Union estavam os do Lorde Randolph Churchill no início do século XX e por Millicent Fawcett, que se tornou a primeira mulher a discursar na Oxford Union em 1908.
Desde então, oradores notáveis que se dirigiram aos membros da Oxford Union incluem:
- Sua Majestade a Rainha Isabel II
- Os Primeiros-ministros do Reino Unido, Herbert Asquith, David Lloyd George, Neville Chamberlain, Winston Churchill, Clement Attlee, Harold Macmillan, Edward Heath, Margaret Thatcher, John Major, Gordon Brown, David Cameron, Theresa May e Boris Johnson
- Os Primeiros-ministros da Austrália Malcolm Turnbull, Tony Abbott, Kevin Rudd, Paul Keating e Bob Hawke
- Os Primeiros-ministros da Nova Zelândia, John Key, David Lange e Mike Moore
- Os Presidentes dos Estados Unidos Ronald Reagan, Jimmy Carter e Richard Nixon
- Os Secretários de Estado dos Estados Unidos Henry Kissinger, Madeleine Albright, John Kerry e Colin Powell
- Vários senadores dos Estados Unidos incluindo Robert Kennedy, Bernie Sanders e John McCain
- Os Presidentes da Câmara dos Representantes dos Estados Unidos Nancy Pelosi, Newt Gingrich e Kevin McCarthy
- O Primeiro-ministro da Índia, Jawaharlal Nehru
- O Primeiro-ministro da Malásia, Mahathir bin Mohamad
- A Primeira-ministra do Paquistão, Benazir Bhutto
- O líder líbio Muammar al-Gaddafi[15]
- O Dalai Lama Tenzin Gyatso
- O Chanceler alemão Helmut Kohl
- A candidata presidencial francesa, Marine Le Pen
- O atleta americano O. J. Simpson[19]

- Vencedores do Prémio Nobel da Paz F. W. de Klerk, Lech Walesa, Malala Yousafzai, Desmond Tutu, Yasser Arafat e Madre Teresa
- Cientistas como Albert Einstein, Buzz Aldrin, Richard Dawkins e Stephen Hawking
- Músicos incluindo Elton John, Billy Joel, Michael Jackson,[20] Shakira[21] e James Blunt
- Atores incluindo Morgan Freeman, Judi Dench, Bryan Cranston, Ian McKellen, Emma Watson, Clint Eastwood e Roger Moore
- Ativistas como Malcolm X[15]

## Filiação
A adesão à Oxford Union divide-se em três tipos: adesão vitalícia, adesão temporária e adesão residencial. A adesão temporária pode assumir três formas: associação com duração de curso, associação temporária e associação visitante. A esmagadora maioria dos membros são membros vitalícios; o critério para adesão é ser membro plenamente matriculado na Universidade de Oxford ou membro de uma das "sociedades afins" da União, a saber:
- Cambridge Union
- Durham Union
- Conferência Olivaint da Bélgica
- Trinity College, Dublin's University Philosophical Society
- Yale Political Union
- Harvard Political Union

Todos os membros elegíveis para adesão vitalícia podem, em vez disso, solicitar adesão de longo prazo por um período de pelo menos a duração do seu curso, e todos esses membros de longo prazo podem, embora elegíveis, solicitar transferência para adesão vitalícia.
Os estudantes de outras instituições educacionais em Oxford, principalmente a Oxford Brookes University, têm direito a ingressar durante o curso. A adesão mais curta também é estendida aos funcionários da Universidade de Oxford ou de qualquer uma das suas faculdades ou salas privadas permanentes. Membros de uma série de outras instituições, juntamente com aqueles que participam de alguns programas de intercâmbio em Oxford, também são elegíveis para solicitar adesão temporária, enquanto os membros da Oxford Brookes University sozinhos têm direito a solicitar adesão permanente.

## Património
Os edifícios da Oxford Union estão localizados em Frewin Court (perto da Cornmarket Street) e na St Michael's Street, e são propriedade de um fundo de caridade separado, a Oxford Literary and Debating Union Trust ("OLDUT").

### OLDUT
A Oxford Union nunca foi financeiramente estável e tinha um nível significativo de dívida histórica associada à construção dos seus edifícios. Após um período particularmente mau na década de 1970, os edifícios foram vendidos para a OLDUT (Oxford Literary and Debating Union Trust), e a Oxford Union Society recebeu uma licença para ocupar o edifício.
Várias partes do que historicamente foram os edifícios e terrenos da União foram posteriormente vendidos ou objeto de arrendamentos de longo prazo, incluindo uma área de terreno na parte traseira da câmara de debate, parte das adegas da Oxford Union (adjacente àquela agora ocupada pelo local LGBTQ + Plush), e parte do que antes era a casa do Steward (agora ocupada pelo Landmark Trust).
A criação da OLDUT garantiu o futuro dos edifícios da União de tal forma que, mesmo que a Oxford Union Society deixe de existir ou declare falência, os edifícios não serão perdidos. As principais fontes de financiamento da OLDUT são doações privadas e subsídios (inclusive da Fundação Mitsubishi UFJ Trust Oxford), aluguel de propriedades de investimento e taxas de contratação. A OLDUT utiliza estes fundos para fornecer apoio financeiro à remodelação e manutenção dos edifícios da União e ao funcionamento da biblioteca e salas de leitura da União.

### Edifícios

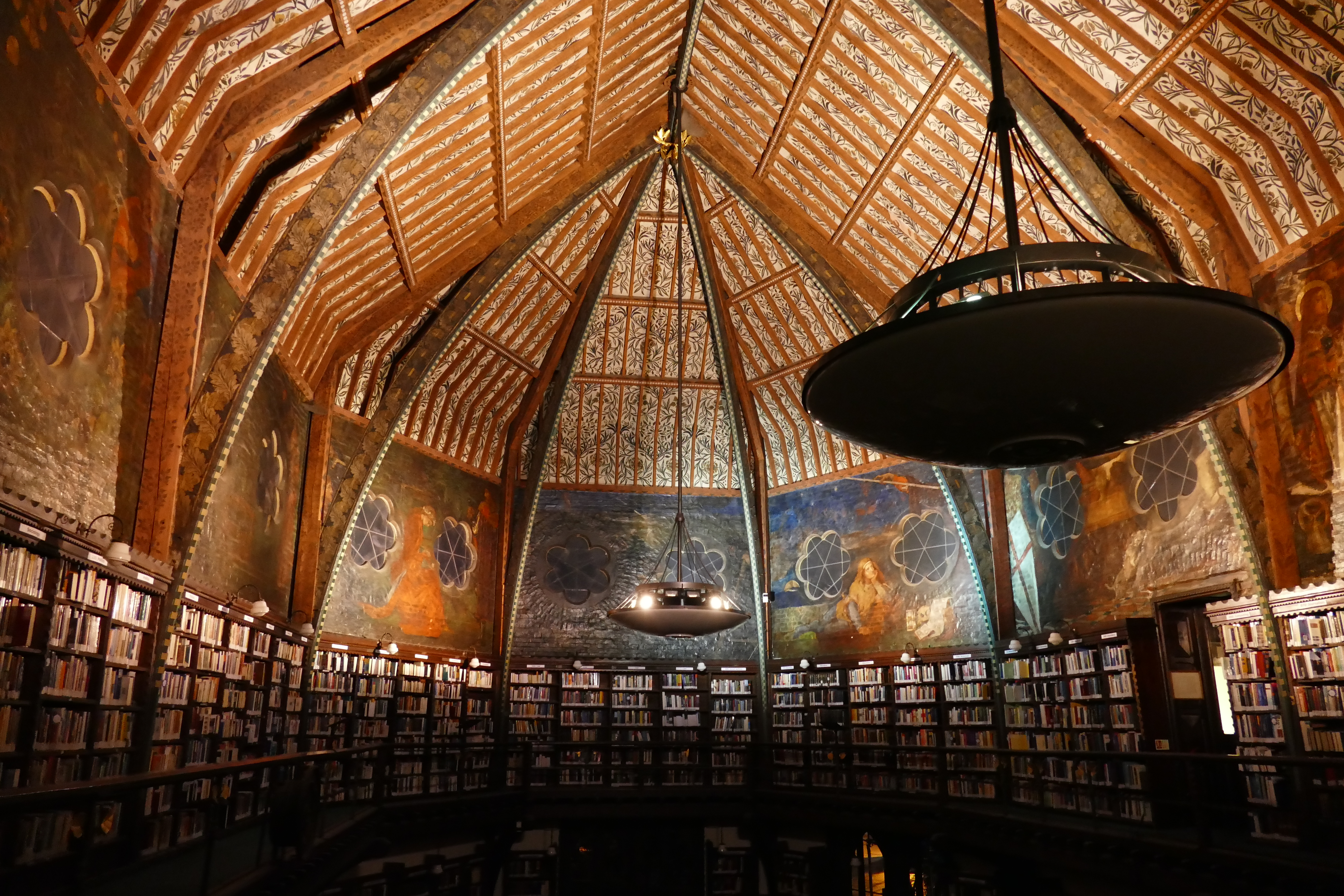
Biblioteca da Oxford Union.

Os edifícios originais foram projetados por Benjamin Woodward e inaugurados em 1857. A sociedade logo superou essas instalações e contratou Alfred Waterhouse para projetar uma câmara de debate independente nos jardins, inaugurada em 1879. Isso foi cerca de uma década após a conclusão de as instalações do Cambridge Union (também projetadas por Waterhouse) e os exteriores dos dois edifícios são muito semelhantes.

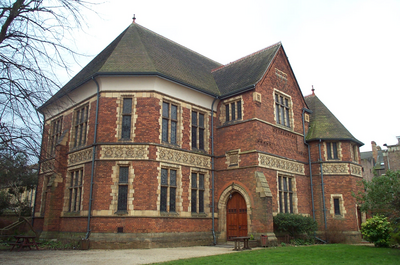
Visão exterior da câmara de debate.

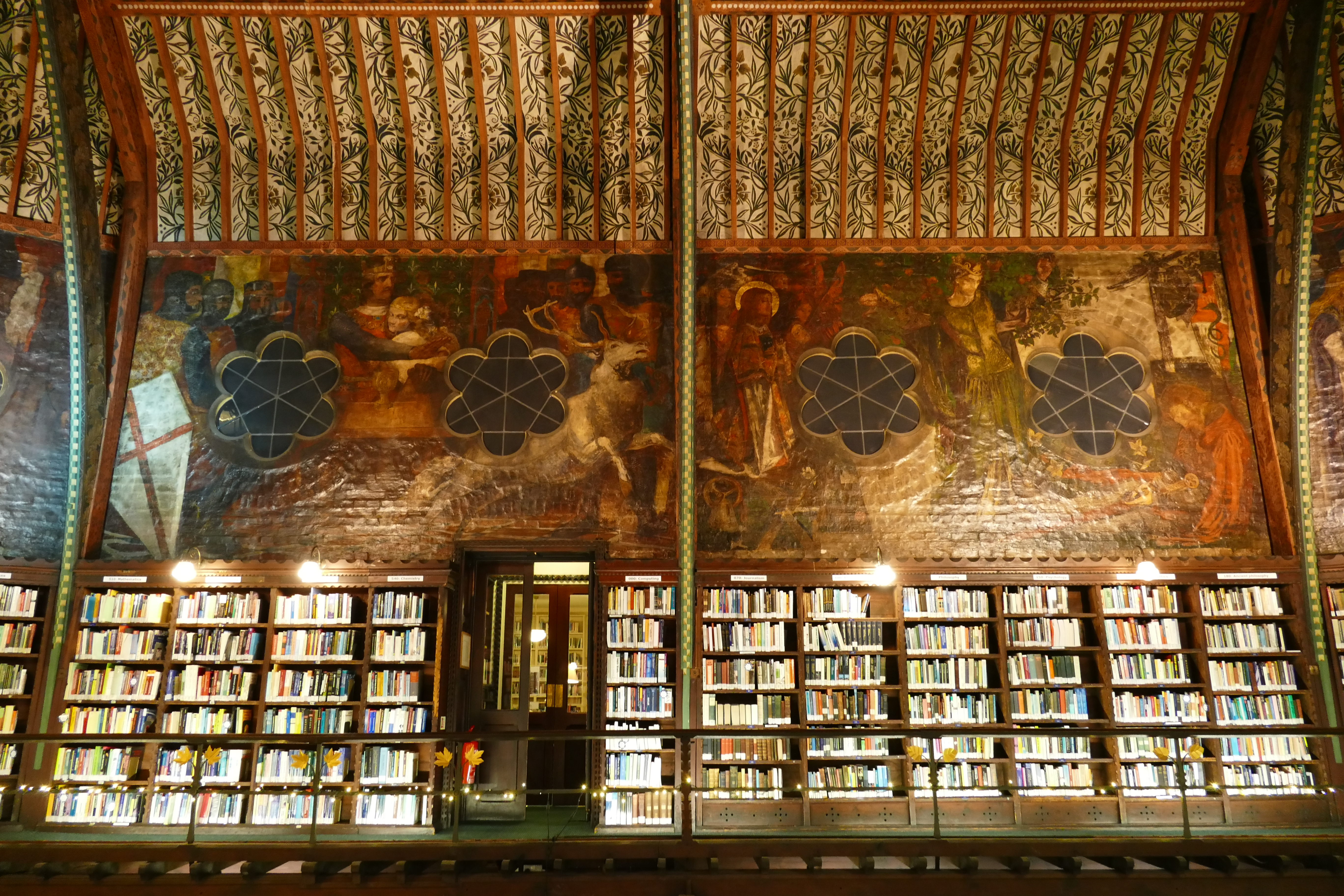
Mural de Rossetti, Visão do Santo Graal de Sir Lancelot.

A câmara de debate original de Woodward é agora conhecida como "A Antiga Biblioteca". A Antiga Biblioteca é mais conhecida pelas suas pinturas pré-rafaelitas de Dante Gabriel Rossetti, Edward Burne-Jones e William Morris, conhecidas coletivamente como murais da Oxford Union. A atual câmara de debates e várias outras extensões dos edifícios principais foram acrescentadas ao longo dos quarenta anos seguintes. A extensão final foi projetada em estilo neogótico convencional por Walter Mills e Thorpe, e construída em 1910–11. Consiste na Sala Macmillan (sala de jantar) e a Sala de Snooker no primeiro andar acima da Biblioteca Goodman, abaixo da qual há bibliotecas no porão. A Oxford Union também é composta por um Bar no térreo, a Sala Gladstone (sala de recepção) e a Sala Morris (sala de reuniões) no primeiro andar, e uma Sala de TV dos Membros no segundo andar (superior), junto com escritórios separados para o Presidente, Bibliotecário, Tesoureiro e Secretário.
Muitas das salas da Oxford têm nomes de figuras do passado, como a Biblioteca Goodman com as suas janelas oriel e a Sala Macmillan com painéis de madeira e teto de berço. Os edifícios foram gradualmente complementados com pinturas e estátuas de ex-presidentes e membros proeminentes.

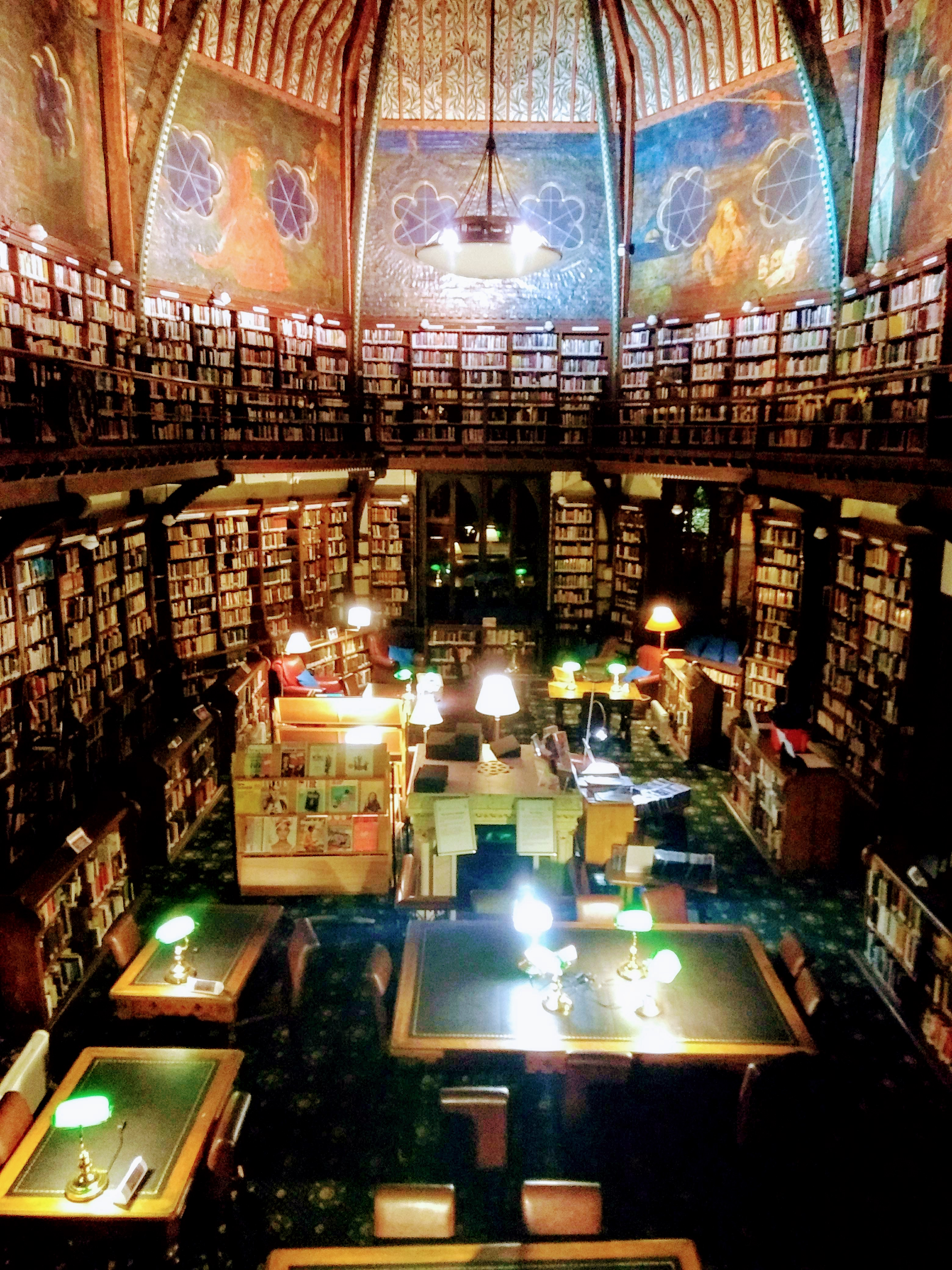
A antiga biblioteca.

A Antiga Biblioteca contém uma lareira situada no meio do piso com uma chaminé oculta, um desenho raro do qual apenas alguns exemplos sobreviveram no Reino Unido.
A câmara de debate apresenta bustos de notáveis como Roy Jenkins, Edward Heath, Michael Heseltine, George Curzon e William Gladstone. É também o lar de um piano de cauda, conhecido como "Piano Bartlet-Jones", em homenagem ao presidente da Oxford University Music Society, que o encontrou empoeirado e esquecido num armário na Sala de Música de Holywell e o colocou em empréstimo permanente à Oxford Union. As despatch boxes que continuam a ser utilizadas nos debates baseiam-se nas da Câmara dos Comuns e foram oferecidas durante a Segunda Guerra Mundial.
Os edifícios da União foram usados como locação para cada um dos filmes Oxford Blues (1984) e The Madness of King George (1994).

## Tipos de debate
O debate na Oxford Union assume duas formas: debate competitivo e debate de câmara.
O debate competitivo oferece aos membros da Oxford Union workshops de debate e uma plataforma para praticar e melhorar as suas competências de debate. Os melhores debatedores competem internacionalmente contra outras sociedades de debate de topo, levando, regularmente, equipas de sucesso ao Campeonato Mundial de Debate Universitário (que a União organizou em 1993) e no European Universities Debating Championships.
A sociedade também administra a Competição de Debate das Escolas de Oxford e a Competição de Debate Interuniversidades de Oxford, cada uma das quais atrai escolas e universidades de todo o mundo, além de realizar uma série de competições de debate internas. A Competição de Debate das Escolas de Oxford é a maior competição escolar do mundo, com mais de mil equipas inscritas por ano.
Há debates de câmara todas as quintas-feiras à noite durante os períodos universitários. Especialistas para proposição e oposição apresentam discursos em papel à Câmara. Os membros têm a oportunidade de fazer breves discursos no plenário. Seguindo o modelo parlamentar britânico, é apresentada uma moção para "dividir a Câmara" para votação. Os membros da Câmara votam a proposta saindo da sala por uma porta projetada sob o modelo os lobbies de votação da Câmara dos Comuns, sendo o lado direito marcado como "sim" e o lado esquerdo como "não".
Os debates da Oxford Union Society são filmados e licenciados pela Oxford Union Limited, uma empresa registrada controlada pela Oxford Union Society. A Oxford Union Limited administra um canal no YouTube que tem mais de 1,8 milhão de subscrições e obteve mais de 250 milhões de visualizações nos seus vídeos.

## Controvérsias

### OJ Simpson
Em Maio de 1996, o presidente da Oxford Union Paul Kenward convidou O. J. Simpson para discursar ao sindicato, o seu primeiro discurso público desde a sua absolvição em outubro de 1995 por um júri de Los Angeles do assassinato da sua ex-esposa Nicole Brown Simpson e do seu amigo Ron Goldman em 1994. Falando por 90 minutos à frente de 1300 estudantes, Simpson falou sobre o racismo no Departamento de Polícia de Los Angeles e disse que sentia muito por ter batido na sua ex-esposa, Nicole.
Paul Kenward deu garantias a O. J. Simpson de que não haveria transmissão nos media, no entanto, Chris Philp, agora deputado conservador e então estudante do segundo ano na University College e editor da revista estudantil Cherwell, foi multado em 50 libras por vender uma transcrição escrita do debate e ajudar a vender uma fita cassete para a estações de televisão.

### Debate David Irving / Nick Griffin
Em Novembro de 2007, o presidente Luke Tryl gerou polémica ao convidar o negacionista do Holocausto, David Irving, e o líder do Partido Nacional Britânico, Nick Griffin, para falar num fórum sobre liberdade de expressão. A comunidade estudantil numa reunião do Conselho votou contra os convites aos dois oradores. Na sequência disto e dos protestos de outros grupos estudantis, foi realizada uma votação entre os membros da Oxford Union e resultou numa maioria de dois para um a favor dos convites.
Na noite do debate planeado, várias centenas de manifestantes reuniram-se em frente aos edifícios da Oxford Union, entoando slogans antifascistas e, posteriormente, impedindo que convidados e membros da Oxford Union entrassem nas instalações. Cerca de 20 manifestantes conseguiram romper o cordão de segurança e tentaram forçar a entrada para a câmara principal. Os membros da audiência bloquearam o acesso empurrando as portas da câmara. Depois dos estudantes terem sido convencidos pelos funcionários da Oxford Union a ceder aos manifestantes, foi realizado um protesto na câmara de debates, impedindo a ocorrência de um debate completo devido a questões de segurança. Devido à falta de pessoal de segurança, vários estudantes da plateia acabaram assumindo a responsabilidade de controlar os eventos, num caso evitando que uma briga começasse entre um manifestante e membros da plateia e, eventualmente, ajudando a polícia a evacoar o salão principal. Debates menores foram eventualmente realizados com Irving e Griffin em salas separadas, em meio a críticas de que a polícia e os funcionários da Oxford Union não haviam previsto o grau de agitação que os controversos convites iriam despertar.
O presidente da Oxford University Student Union, Martin McCluskey, criticou fortemente a decisão de prosseguir com o debate, dizendo que fornecer a Irving e Griffin uma plataforma para as suas opiniões extremas lhes iria confer legitimidade indevida. Após o evento, alguns, incluindo o deputado Evan Harris, de Oxford, criticaram a Política de Não Plataforma adotada.

### Marinha Le Pen
Em Fevereiro de 2015, a Oxford Union convidou Marine Le Pen, líder da Frente Nacional francesa, para proferir um discurso, tendo em conta a popularidade do partido nas sondagens francesas da altura. Isto gerou controvérsia, com alegações de que Le Pen apoiava o antissemitismo e a islamofobia. O discurso prosseguiu conforme planeado, embora atrasado pelos manifestantes que bloquearam a entrada principal e invadiram brevemente o edifício. Ao todo, mais de 400 pessoas compareceram à manifestação.

### Heather Marsh
Em 2018, a ativista de direitos humanos Heather Marsh acusou a Oxford Union de censura e de violação de uma obrigação contratual quando não conseguiu publicar o vídeo de um painel de "denúncia" no qual apareceu no canal oficial da Oxford Union no YouTube, supostamente a pedido de um colega palestrante, ex-agente da CIA David Shedd. O presidente da Oxford Union, Gui Cavalcanti, respondeu que seu acordo com Marsh e outros palestrantes lhes dava o direito, mas não a obrigação, de publicar vídeos de quaisquer eventos, acrescentando que "apenas neste ano académico, tivemos vários eventos não publicados, desde J. J. Abrams para Sir Patrick Stewart." Uma transcrição do painel e um áudio de 22 minutos estão disponíveis online.

### Ebenézer Azamati
Em Outubro de 2019, antes do debate anual da moção de confiança ao Governo de Sua Majestade, o estudante de pós-graduação ganês cego Ebenezer Azamati foi violentamente removido da sala por se recusar a ceder o seu lugar, que tinha sido reservado a um membro do comité da Oxford Union. Posteriormente, Azmati teve a sua filiação revogada por dois mandatos por “má conduta violenta”. A filmagem do evento foi registada por outro membro e posteriormente publicado na internet. Isto levou a protestos da sociedade AfriSoc da Universidade em nome de Azmati, e logo ganhou cobertura nos media nacional. Isto foi eventualmente seguido pela renúncia dos membros do comitê permanente e de outros funcionários da Oxford Union, e depois pelo presidente, Brendan McGrath, a 19 de novembro. Azmati foi indemizado co, uma quantia não revelada.

### Kathleen Stock
Em Abril de 2023, o Sindicato convidou a filósofa Kathleen Stock, que foi criticado pela Sociedade LGBTQ+ e do Sindicato Estudantil da Universidade, que alegou que as opiniões de Stock eram transfóbicas e apelou à Oxford Union para rescindir o convite. A Oxford Union recusou-se a desconvidar Stock, dizendo num comunicado que os membros teriam a "oportunidade de se envolver e desafiar respeitosamente" Stock. Cartas de apoio e de oposição ao discurso de Stock foram publicadas em jornais nacionais, assinadas por académicos e estudantes, e motivaram a intervenção do primeiro-ministro Rishi Sunak, que disse ao Telegraph que "a universidade deve ser um ambiente onde o debate é apoiado, não sufocado. Não devemos permitir que poucos, mas expressivos, encerrem a discussão. O convite de Kathleen Stock para a Oxford Union deveria ser mantido". Mais de cem manifestantes protestaram em frente à sede naquele dia. O evento prosseguiu, mas pouco depois de ter começado, um manifestante colou-se ao chão da câmara de debates antes de ser posteriormente removido pela polícia.